# Jahreswirtschaftsbericht
Die Bundesregierung legt gemäß dem Gesetz zur Förderung der Stabilität des Wachstums der Wirtschaft (StWG) (sog. Stabilitäts- und Wachstumsgesetz) bis Ende Januar eines jeden Jahres einen Jahreswirtschaftsbericht über die von ihr verfolgte Wirtschafts- und Finanzpolitik und die erwartete gesamtwirtschaftliche Entwicklung in Deutschland vor, der zudem eine Stellungnahme der Bundesregierung zum Jahresgutachten des Sachverständigenrats zur Begutachtung der gesamtwirtschaftlichen Entwicklung enthält.
Der Bericht wird federführend vom Bundesministerium für Wirtschaft und Klimaschutz (BMWK) – bzw. bis 2021: vom Bundesministerium für Wirtschaft und Energie (BMWi) – in Abstimmung mit den übrigen betroffenen Ressorts (Ministerien) erstellt.